# چارلی کریس
چارلی کریس (انگلیسی: Charlie Criss؛ زادهٔ ۶ نوامبر ۱۹۴۸) بازیکن بسکتبال اهل ایالات متحده آمریکا است.
از باشگاه‌هایی که در آن بازی کرده‌است می‌توان به میلواکی باکس اشاره کرد.